# 越渴磨島
越渴磨島（日语：／ Ekaruma tō */?），俄罗斯称之为埃卡尔马岛（羅馬化：Ekarma），是俄罗斯千島列島中部的一座島嶼。日语島名来源是阿伊努語的「ekari-ma-us-i/（很多良港的地方）」。因為該島的四周沒有暗礁的緣故而得名。

## 地理
与捨子古丹島由埃卡尔马海峡相隔西北方向约9千米的方位、该岛由安山岩质的火山所构成。東西约7.4 km、南北约5.5km的長方形島屿。岛上没有明显的湖泊和河川、淡水来源仅依靠降雨。此外，島的北部亦有数个高温的硫黄泉。
最高点为海拔1,170m的越渴磨岳。

## 历史
- 1644年（正保元年）「正保御国绘图」作成之时、幕府命令松前藩绘制自藩领土地图，其中包括有该岛在内的39座岛屿。
- 1855年（安政元年）日俄和親通好条约签订，开始成为沙俄领土。
- 1875年（明治8）樺太千島交换条约签订，再次成为日本领土。
- 1893年 在捨子古丹島过冬的千島報效義会会員9人当中5人在越渴磨島打漁时遇难[1]。

過去日本將其行政区划劃分於北海道占守郡。